# Джонс, Роберт Тейлор
Ро́берт Те́йлор Джонс (англ. Robert Taylor Jones; 8 февраля 1884, Ратледж, Теннесси — 11 июня 1958, Финикс) — американский политик, 6-й губернатор Аризоны.

## Биография
Роберт Тейлор Джонс родился 8 февраля 1884 года в Ратледже, штат Теннесси. Он был инженером-самоучкой, возводил различные объекты в Мексике и Неваде, а также участвовал в строительстве Панамского канала. В 1909 году Джонс переехал в Аризону, где работал на нескольких небольших железных дорогах, а также создал компанию Jones Drug Company, которая впоследствии переросла в сеть аптек по всему штату.
В 1930 году Джонс был избран в Сенат Аризоны, где работал до 1938 года. 8 ноября 1938 года Джонс был избран губернатором штата Аризона, и 2 января 1939 года приведён к присяге. Во время его пребывания в офисе был принят закон о минимальной плате за общественные работы, а также ужесточены правила помилования осужденных. Джонс не стал баллотироваться на второй срок, и покинул свой пост 6 января 1941 года.
После отставки Джонс занимался бизнесом, а с 1951 по 1953 год руководил управлением по стабилизации цен Аризоны. Роберт Тейлор Джонс умер 11 июня 1958 года и был похоронен в Финиксе.